# Mafo Mere
Mafo Mere est un village du Cameroun situé dans le département du Djérem et la région de l'Adamaoua. Il fait partie de la commune de Tibati.

## Population
Lors du recensement de 2005, le village était habité par 795 personnes, 368 de sexe masculin et 427 de sexe féminin.